# Périers (Manche)
Périers település Franciaországban, Manche megyében. Lakosainak száma 2355 fő (2022. január 1.). Périers Gonfreville, Millières, Saint-Germain-sur-Sèves, Saint-Martin-d’Aubigny, Saint-Patrice-de-Claids, Saint-Sébastien-de-Raids és Saint-Sauveur-Villages községekkel határos.

## Népesség
A település népességének változása:
| Lakosok száma | 2586 | 2741 | 2566 | 2450 | 2356 | 2342 | 2259 | 2256 | 2244 | 2355 |
|               | 1968 | 1982 | 1990 | 2006 | 2013 | 2015 | 2017 | 2019 | 2020 | 2022 |